# Convento de la Purísima Concepción (Ponferrada)
El convento de la Purísima Concepción es un convento situado en la céntrica Calle del Reloj de Ponferrada, en la comarca de El Bierzo, provincia de León, comunidad autónoma de Castilla y León.
Construido inicialmente como palacio, desempeñó la función de sede del Ayuntamiento, hasta que fue trasladado al Palacio de los Condes de Toreno, actual Museo del Bierzo y reconvertido finalmente en convento.

## Historia
Edificio construido por Álvaro Pérez Osorio y Laziana, Corregidor de la Villa y Brianda de Quirós, señores del Palacio de Priaranza y de la Casa de Laciana, en 1524.

## Iglesia
La iglesia es de una sola nave, sencilla y de reducidas dimensiones y en su días tuvo armadura de madera de fábrica morisca, viniéndose abajo en el siglo XVIII. En la fachada del edificio resalta una portada de sillería, con una hornacina en la que se ubica una escultura en piedra de la Purísima Concepción. En la actualidad continúa en él la vida monástica, por lo que únicamente puede visitarse su iglesia, que alberga una cubierta mudéjar policromada fechada en el mismo siglo de la fundación del convento.